# 东克沃特
东克沃特（荷蘭語：Donkervoort）是一家跑车制造商，总部位于荷兰莱利斯塔德，由乔普·东克沃特创立于1978年。1996年，该公司用奥迪发动机取代原来使用的福特发动机。其生产的跑车没有安装任何电子辅助设备，是其一大特色。

## 简介
东克沃特为私人控股公司，长期以来由其创始人乔普·东克沃特控制，2019年他退休后，其子丹尼斯（Denis）于2021年接掌公司大权。乔普的妻子玛丽安（Marianne）和女儿艾梅柏（Amber）也在公司担任重要职务。艾梅柏是一名马术运动员，在中国实习后加入公司，担任营销经理。
1978年，乔普·东克沃特创办了东克沃特公司，当时该公司的主要业务为自国外进口组件汽车。但当时荷兰政府规定进口的组件汽车需进行大改后才能合法上路，因此他以路特斯7型为蓝本，在蒂恩霍芬的棚屋中设计并制造出了第一辆S7汽车。1983年，东克沃特的生产线迁往洛斯德雷赫特。2000年，其总部和工厂再次迁往莱利斯塔德至今。2003年，其汽车底盘开始在莱利斯塔德工厂内生产。
目前，东克沃特正在不断扩展市场范围，并于近期进入美国市场。